# Dorcadion purkynei
Dorcadion purkynei är en skalbaggsart som beskrevs av Heyrovský 1925. Dorcadion purkynei ingår i släktet Dorcadion och familjen långhorningar. Inga underarter finns listade i Catalogue of Life.